# Лорд, Одри
Одри Джеральдин Лорд (англ. Audrey Geraldine Lorde; 18 февраля 1934[…], Нью-Йорк, Нью-Йорк — 17 ноября 1992[…], Санта-Крус, Американские Виргинские Острова) — американская писательница и поэтесса, феминистка, активистка борьбы за гражданские права. Её поэзию отличает техническое мастерство и эмоциональная экспрессия, стихи часто выражают гнев и возмущение гражданской и социальной несправедливостью, которую она наблюдала в течение своей жизни. Тематика её произведений, как прозаических, так и поэтических, сосредоточивалась на гражданских правах, феминизме и исследовании чёрной женской идентичности.

## Ранние годы жизни
Лорд родилась в Гарлеме, в Нью-Йорке в семье иммигрантов из Карибского региона: её отец, Фредерик Байрон Лорд, выходец из Барбадоса, а мать, Линда Гертруда Бельмар Лорд, с острова Карриаку, принадлежащего Гренаде. Росла как младшая из трёх дочерей. В раннем обучении и воспитании девочки важную роль сыграла её мать. Научившись говорить в возрасте четырёх лет, скоро Одри научилась читать и писать. Своё первое стихотворение она сочинила в восьмом классе.
В 1951 году окончила школу Хантерского колледжа, заведение для интеллектуально одарённых детей. Во время учёбы Лорд опубликовала своё первое стихотворение в журнале Seventeen. Во время обучения посещала семинары по поэзии, организованные Гильдией писателей Гарлема.

## Карьера
1954 год Одри Лорд провела в Национальном университете Мексики, этот период она описала как время обновления и самоутверждения. Она приняла свою идентичность на личном и художественном уровнях: как поэтесса. По возвращении в Нью-Йорк Лорд посещала колледж Хантера и окончила обучение в 1959 году. Работала библиотекарем, продолжала писать. Продолжила образование в Колумбийском университете, получив степень магистра в области библиотековедения в 1961 году. В этот период она работала в публичной библиотеке в районе Маунт-Вернон.
В 1962 году Одри Лорд вышла замуж за юриста Эдвина Роллинза. Их брак продлился до 1970 года, у них родились двое детей.
В 1968 году Лорд получила должность в колледже Тугалу, штат Миссисипи. Время, проведённое там, как и год в Мехико, стал для неё важным творческим опытом. Одри вела семинары со своими молодыми чернокожими студентами, часто обсуждая актуальный в то время вопрос гражданских прав. Её книга стихов, Cables to Rage, отражает опыт её пребывания в Тугалу.
С 1972 по 1987 год Лорд проживала в Статен-Айленде. Этот период отмечен творчеством, преподаванием и сотрудничеством с общественными организациями, в частности, она соосновала издательство Kitchen-Table: Women of Color Press , общественные организации Women’s Coalition of St. Croix и Sisterhood in Support of Sisters (последняя была основана в ЮАР в 1980-х для помощи женщинам, пострадавшим от апартеида).

### Берлинские годы
В 1984 году Лорд работала приглашённым профессором Западноберлинского Свободного университета. Её пригласила Дагмар Шульц, встреча с которой состоялась на Всемирной женской конференции ООН в Копенгагене в 1980 году. Во время своего пребывания в Германии Лорд стала влиятельной деятельницей афро-немецкого движения . Вместе с группой чернокожих активисток в Берлине, Одри Лорд придумала термин «афронемка» и дала начало чёрному движению в Германии.

### Поэзия
Поэтические работы Лорд выходили регулярно в течение 60-х: в издании New Negro Poets, USA Ленгстона Хьюза, в нескольких зарубежных антологиях. В это время она проявляла активность в движении за гражданские права, антивоенных и феминистских движениях. В 1968 году вышел её первый сборник The First Cities, второй — Cables to Rage — увидел свет в 1970 году.
Сборник From a Land Where Other People Live был выдвинут на Национальную книжную премию в 1973 году. В нём показана личная борьба Лорд за свою идентичность и её гнев на социальную несправедливость.
Несмотря на относительный успех этих изданий, именно выход сборника Coal в 1976 году сделал Одри Лорд влиятельным голосом Black Arts Movement, а его публикация в издательстве Нортон позволила широкой аудитории познакомиться с её творчеством. Книга содержала как новые, так и старые стихи, объединённые темами, которые принесли известность поэтессе: обличение расизма, восторг перед чёрной идентичностью.
Лорд была официальным поэтом штата Нью-Йорк в 1991—1992 годах .

### Проза
Книга The Cancer Journals (1980 год), составленная частично из личных дневников конца 1970-х годов, и книга A Burst of Light (1988 год) являются образцами прозы нон-фикшн, в них отражен опыт Лорд связанный с диагностикой, лечением и восстановлением после рака груди. В обеих книгах Лорд анализирует западные взгляды на болезнь, лечение, физическую красоту и протезирование, а также поднимает темы смерти, страха перед ней, виктимизации, борьбы за жизнь внутренних сил .
Роман Zami: A New Spelling of My Name (1982) написан как «биомифография». Он посвящён детству и взрослой жизни писательницы. В повествовании отражена эволюция сексуальности и самосознания Лорд.
В книге Sister Outsider: Essays and Speeches (1984) Лорд подчеркивает важность опыта маргинальных групп для того, чтобы сделать видимой их борьбу в репрессивном обществе. Она подчеркивает необходимость того, чтобы различные группы людей (особенно белые женщины и афро-американские женщины) находили общий язык.

### Фильмы
Одри Лорд приняла участие в создании нескольких документальных лент. В частности, Before Stonewall (вместе со многими другими, 1984) и британской короткометражки Emergence (1986). Несколько документальных лент было создано на основе архивных записей. В частности, в 2012 году вышел документальный фильм Дагмар Шульц Audre Lorde — Die Berliner Jahre 1984—1992, смонтированный из материала, отснятого во время её визитов в Берлин.

### Вклад в феминистский дискурс
Лорд запомнилась как ярая сторонница интерсекциональной теории в дискуссиях вокруг освободительных движений второй половины XX века. По её мнению, представление системы угнетения в простых бинарных оппозициях является чрезмерным упрощением. Несмотря на то, что феминистское движение считало необходимым представлять себя монолитным, Лорд считала, что женщины и женский опыт имеет множество вариаций .
Попытки сделать критику расизма, капитализма, борьбу за права ЛГБТ, нелегальных мигрантов или людей с тяжёлыми диагнозами частью женского дискурса вызвали сопротивление. В 1979 году Лорд написала открытое письмо феминистской писательнице Мэри Дейли (Mary Daly), в котором критически высказалась об использовании образов черных женщин в книге Дейли, назвав такой подход расистским. Влияние Лорд особенно подчёркивается в контексте третьей волны феминизма.

## Поздние годы, смерть и признание
В 1989 году Лорд и её партнерша Глория И. Джозеф (Gloria I. Joseph) переехали на родину Глории, Санта-Крус. С 1978 года Одри боролась с раком молочной железы, через шесть лет у неё диагностировали рак печени. Всеобщее признание пришло ещё при жизни поэтессы. Умерла 17 ноября 1992 года, в возрасте 58 лет.
В её честь названы литературная премия Audre Lorde Award, Медицинский центр Каллен-Лорд и общественная организация Audre Lorde Project.